# 郡上八幡城
郡上八幡城（ぐじょうはちまんじょう）は、岐阜県郡上市八幡町柳町にある日本の城。城跡は岐阜県指定史跡。復元天守は郡上市指定有形文化財。また続日本100名城第141番に選ばれている。

## 概要
戦国時代末期、郡上一円は篠脇城を居城とする東氏（とうし）によって支配されていた。その後、東氏は郡上八幡の町を流れる吉田川の対岸にある赤谷山に赤谷山城を構えたが、永禄2年（1559年）牛首山（後の八幡山）の上に砦を築いた遠藤盛数により滅ぼされた。その時、赤谷山城を攻撃した時に砦を築いたのが郡上八幡城の起源である。
その後盛数の長男慶隆が城主となったが、本能寺の変後羽柴秀吉と対立する織田信孝の傘下に属していたため追放された。慶隆追放後、天正16年（1588年）に稲葉貞通が城主となり、郡上八幡城の大改修を行った。その内容は八幡山の麓に新たに濠を掘り、本丸に天守台を設け、塁を高くして、塀を巡らし、武庫と糧庫を増築し、鍛冶屋洞に面して大きな井戸を掘り、二の丸を増築して居館とした。この時、現在見られる近世城郭としての郡上八幡城の基礎が築かれた。
その後、関ヶ原の戦いの功によって再び慶隆が城主となり、城の改修を行った。『慶隆御一世聞書』によると、郡上八幡城は慶長6年（1601年）春から慶長8年（1603年）秋まで普請を行い「惣石垣三塀二重之矢倉松ノ丸桜ノ丸等出来」とある。5代藩主常久まで遠藤氏が城主となり、以後井上氏2代、金森氏2代、青山氏7代と城主が変遷。廃藩置県まで郡上藩の藩庁であった。青山幸宜が藩主の際に明治維新を迎え、廃藩置県によって廃城となる。廃城の翌年の明治3年（1870年）に、石垣だけを残し、取り壊された。
現在の天守は、大垣城を参考に1933年（昭和8年）に木造4層の模擬天守として建設され、隅櫓2基と築地塀も整備された（模擬天守としては全国的にも珍しい木造で、本天守は現存する木造再建城としては日本最古となる）。
なお、明治期に三の丸跡地に安養寺が移転した。1919年（大正8年）の郡上大火で安養寺は焼失したが大火前の位置に再建された。城山中腹にあった岸劔神社は焼失を免れ、その後、城山公園の整備により1942年（昭和17年）に北側に移転した。
1955年（昭和30年）8月30日に石垣などの城跡が岐阜県指定史跡に、1987年（昭和62年）9月10日に模擬天守が郡上市有形文化財に指定され、内部は歴史資料館などとして利用されている。
山城であり、市街地を流れる吉田川のほとりに聳える。囲む山には堀切の跡がみられる。城自体は小規模だが、城下から眺める城のたたずまいや、城から見下ろす城下町の風景は大変美しい。作家司馬遼太郎は『街道をゆく』で「日本で最も美しい山城であり・・・」と称えている。城の入り口までは徒歩でも自動車でも行くことができ、山麓には山内一豊と妻千代の像がある。
日本100名城の選定対象となるものの、検討の結果、選定されなかった。
2017年（平成29年）4月6日、続日本100名城（141番）に選定された。
再建90周年を機に天守の耐震補強工事と展示内容の一新が行われ、2023年（令和5年）4月29日にリニューアルオープンした。
なお、現在は郡上八幡産業振興公社が管理しており、郡上青山家の家系の幸紀が公社職員として天守閣等の管理に従事している。

## 現存する建物遺構
二の門は競売にかけられ、使用されたが、その後、門扉部分が郡上市美並町根村・宝樹庵の庫裡御堂の正面の戸として移築され現存する。その他、本丸御殿の部材が善光寺に、城郭の部材が愛宕町の民家に、それぞれ用いられたと伝わるが、いずれも原型を留めていない。

## 歴代の城主
| 代数 | 城主名   | 官位・役職                                 | 在任年号                           | 在任年数 | 領地石高                                           | 備考                            |
| ---- | -------- | ------------------------------------------ | ---------------------------------- | -------- | -------------------------------------------------- | ------------------------------- |
| 初代 | 遠藤盛数 | （城主）                                   | 永禄2年（1559）～永禄5年（1562）   | 3        | 郡上郡                                             | 永禄5年10月14日没               |
| 2代  | 遠藤慶隆 | 但馬守                                     | 永禄5年（1562）～天正16年（1588）  | 26       | 同上                                               | 天正16年加茂郡小原に移封        |
| 3代  | 稲葉貞通 | 左京亮                                     | 天正16年（1588）～慶長5年（1600）  | 12       | 郡上・武儀郡4万石                                  | 関ヶ原戦後、豊後臼杵へ          |
| 4代  | 遠藤慶隆 | 但馬守（藩主）                             | 慶長5年（1600）～寛永9年（1632）   | 32       | 郡上郡2万7,000石                                   | 寛永9年9月21日没 83歳           |
| 5代  | 遠藤慶利 | 伊勢守・但馬守                             | 寛永9年（1632）～正保3年（1646）   | 14       | 同上                                               | 正保3年6月28日没 38歳           |
| 6代  | 遠藤常友 | 備前守、大坂加番                           | 正保3年（1646）～延宝4年（1676）   | 30       | 同2万4,000石、弟の常昭に2,000石・常紀に1,000石分知 | 延宝4年5月4日没 49歳            |
| 7代  | 遠藤常春 | 右衛門佐                                   | 延宝4年（1676）～元禄2年（1689）   | 13       | 同上                                               | 元禄2年3月24日没 23歳           |
| 8代  | 遠藤常久 |                                            | 元禄2年（1689）～元禄5年（1692）   | 3        | 同上                                               | 元禄5年3月30日没 7歳            |
| 9代  | 井上正任 | 中務小輔                                   | 元禄6年（1693）                    | 1        | 郡上郡・越前大野5万石                              | 元禄13年12月16日没 71歳         |
| 10代 | 井上正岑 | 大和守、寺社奉行・奏者番                   | 元禄6年（1693）～元禄10年（1697）  | 4        | 同4万7,000石 弟・正長に和良郷3,000石分知           | 元禄10年丹波亀山に移封          |
| 11代 | 金森頼時 | 出雲守、奥詰・側用人                       | 元禄10年（1697）～元文元年（1736） | 39       | 同3万8,000石                                       | 元文元年5月23日没 67歳          |
| 12代 | 金森頼錦 | 若狭守・兵部少輔、奥詰・奏者番             | 元文元年（1736）～宝暦8年（1758）  | 22       | 同上                                               | 宝暦8年12月25日改易（宝暦騒動） |
| 13代 | 青山幸道 | 大和守・大蔵少輔・大膳亮                   | 宝暦8年（1758）～安永4年（1775）   | 17       | 同4万8,000石                                       | 安永8年10月30日没 55歳          |
| 14代 | 青山幸完 | 大膳亮、若年寄・奏者番・寺社奉行           | 安永4年（1775）～寛政3年（1791）   | 16       | 同上                                               | 文化5年12月24日没 56歳          |
| 15代 | 青山幸孝 | 大蔵少輔・寺社奉行                         | 寛政3年（1791）～文化12年（1815）  | 24       | 同上                                               | 文化12年11月25日没 37歳         |
| 16代 | 青山幸寛 | 播磨守・大膳亮、奏者番                     | 文化13年（1816）～天保3年（1832）  | 16       | 同上                                               | 天保3年6月26日没 26歳           |
| 17代 | 青山幸礼 | 播磨守、西の丸大手門番                     | 天保3年（1832）～天保9年（1838）   | 6        | 同上                                               | 天保9年8月25日没 29歳           |
| 18代 | 青山幸哉 | 大蔵大輔・大和守・大膳亮、奏者番・寺社奉行 | 天保9年（1838）～文久3年（1863）   | 25       | 同上                                               | 文久3年7月16日没 48歳           |
| 19代 | 青山幸宜 | 大膳亮・郡上藩知事                         | 文久3年（1863）～明治2年（1869）   | 6        | 同上                                               | 昭和5年2月5日没 77歳            |

## 歴史資料館の主な展示品
金の弩標
関ヶ原の戦いなどでの功績を認められ徳川家康から拝した。第13代から第19代に渡り城主となった青山家に伝わる家宝で、10万石の格式を示したと言われている。馬の首に付ける弓具（弩標）を飾り物に仕立てた物で、行列の先頭に用いられた。
遠藤家の鎧
第2代・第4代八幡城主遠藤慶隆が、信長方について奮闘した姉川の戦いで実際に着用したと伝えられている鎧。相手の攻撃をかわし易くするため、胴の部分が少し山型になっている。
青山家の鎧
八幡城主青山家に代々伝わる家宝の鎧。八幡城本丸御殿におかれていたものを明治維新後八幡神社に奉納された。
見性院（山内一豊の妻）肖像画
土佐藩主山内一豊の妻で内助の功で有名な千代は、初代八幡城主遠藤盛数の娘として生まれた。後に縁あって一豊のもとへ嫁いだ。
郡上八幡城合戦絵図
慶長5年（1600年）遠藤慶隆と稲葉貞通との間で壮絶な戦いが行われた様子を絵図にしたもの。（八幡城の合戦）
日本一（霊府神）
第18代城主青山幸哉が江戸下屋敷（現在の東京都港区青山）に住んでいたころ暴風で倒れた大木の中から「日本一」の文字が出てきたことから、これを霊府神として祀ったもの。
青山家領地目録
青山家は宝暦騒動後郡上に入部した。領地は4万8,000石。郡上一円（157ヶ村）と福井県の大野・勝山（72ヶ村）鯖江（22ヶ村）まで広がり代官所も置かれていた。
金屏風（鷹の絵）
6枚2組になるこの屏風は城中にあったもので鷹の絵が描かれており駒井源琦（こまいげんき）の作と言われている。

## エピソード
「山内一豊の妻」の出身地
土佐藩主山内一豊の妻で、内助の功で有名な「千代」は、郡上八幡城主遠藤盛数の娘であるとする説がある。郡上市の慈恩寺が所蔵する遠藤氏の系図に、遠藤盛数の娘が山内一豊室であるとの記載があったことなどから、盛数の娘であるとする説も有力になってきている。山麓の駐車場には山内一豊と妻千代の像がある。
「人柱およし」伝説
城の改修工事が難航した際、人柱を立てることとなり、神路村の百姓吉兵衛の17歳の娘「およし」が人柱として身を捧げた。城内にはおよしを祀った祠、及び石碑がある。城下の善光寺には「およし稲荷」があり、郡上おどりの期間中には、下殿町で「およし祭」という縁日おどりが行われている。また「人柱歴約400年の17歳」「およしちゃん」として観光キャラクター化もされている。
「赤髭作兵衛の力石」伝説
城の改修工事の際、領内釼村の「赤髭作兵衛」が350キログラムもの大石を一人で担いで運び上げた。それを見た普請奉行が褒め称えたところ、作兵衛は感激のあまり卒倒して息絶えてしまった。哀れんだ奉行はこの石を使用させなかったが、1933年（昭和8年）の模擬天守建設工事の際、放置されていたこの石が発見され、「力石」として安置され、城内に展示されている。。
凌霜隊
戊辰戦争の際、郡上藩脱藩士によって組織された凌霜隊は、旧幕府側に立って新政府軍と戦った。城内松の丸に凌霜隊の顕彰碑がある。

## 御朱印
2016年（平成28年）に城御朱印の販売を開始。売り上げは城の整備のほか被災した他地域の城に寄付されている。
2019年（令和元年）11月より、岐阜市のまちづくり団体「ひとひとの会」によって企画され、岐阜県内の13箇所において行われている「金の御朱印」企画に参加。郡上八幡城では城を管理する郡上八幡産業公社によって「金の城御朱印」の名で毎月最終金曜日（プレミアムフライデー）に発行されている。印字内容は通常版と同じであるが、台紙には金色で歴代城主の家紋と市松模様が、城所在地の郡上市発祥である印刷技法シルクスクリーンで印刷されている。

## ギャラリー

郡上八幡城（石垣の一本松を伐採する前）
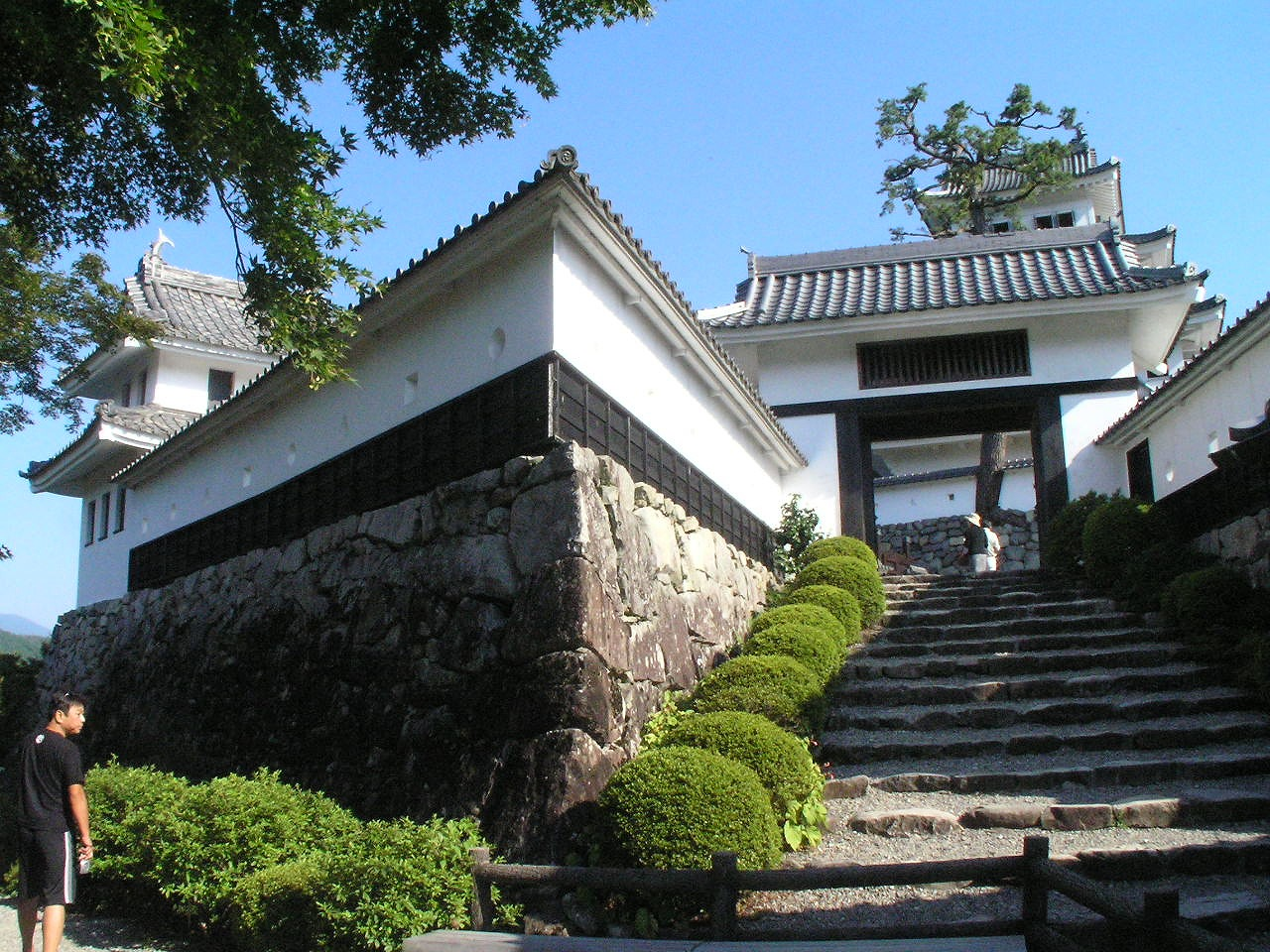
郡上八幡城正門（石垣の一本松を伐採する前）
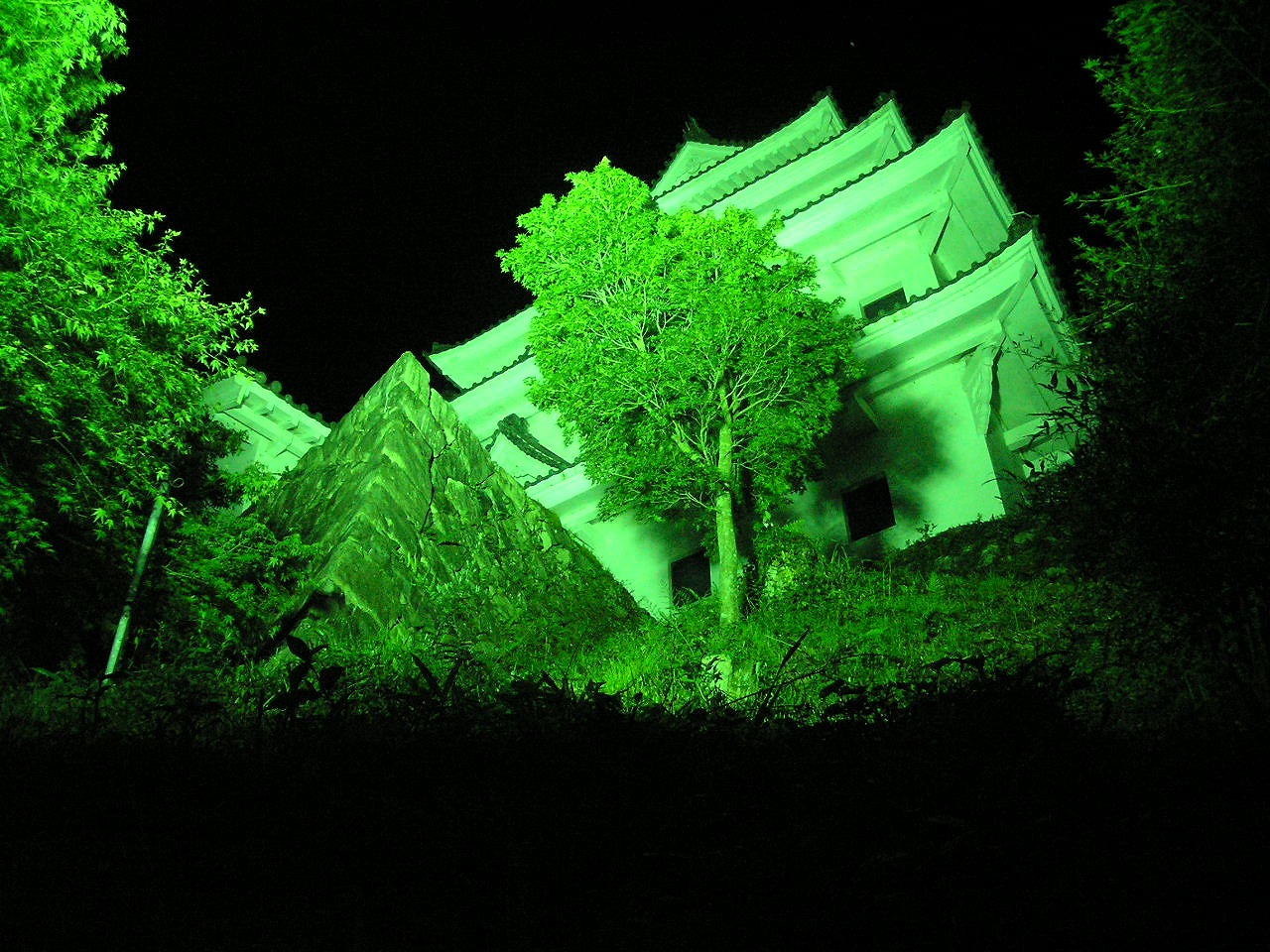
ライトアップされた郡上八幡城
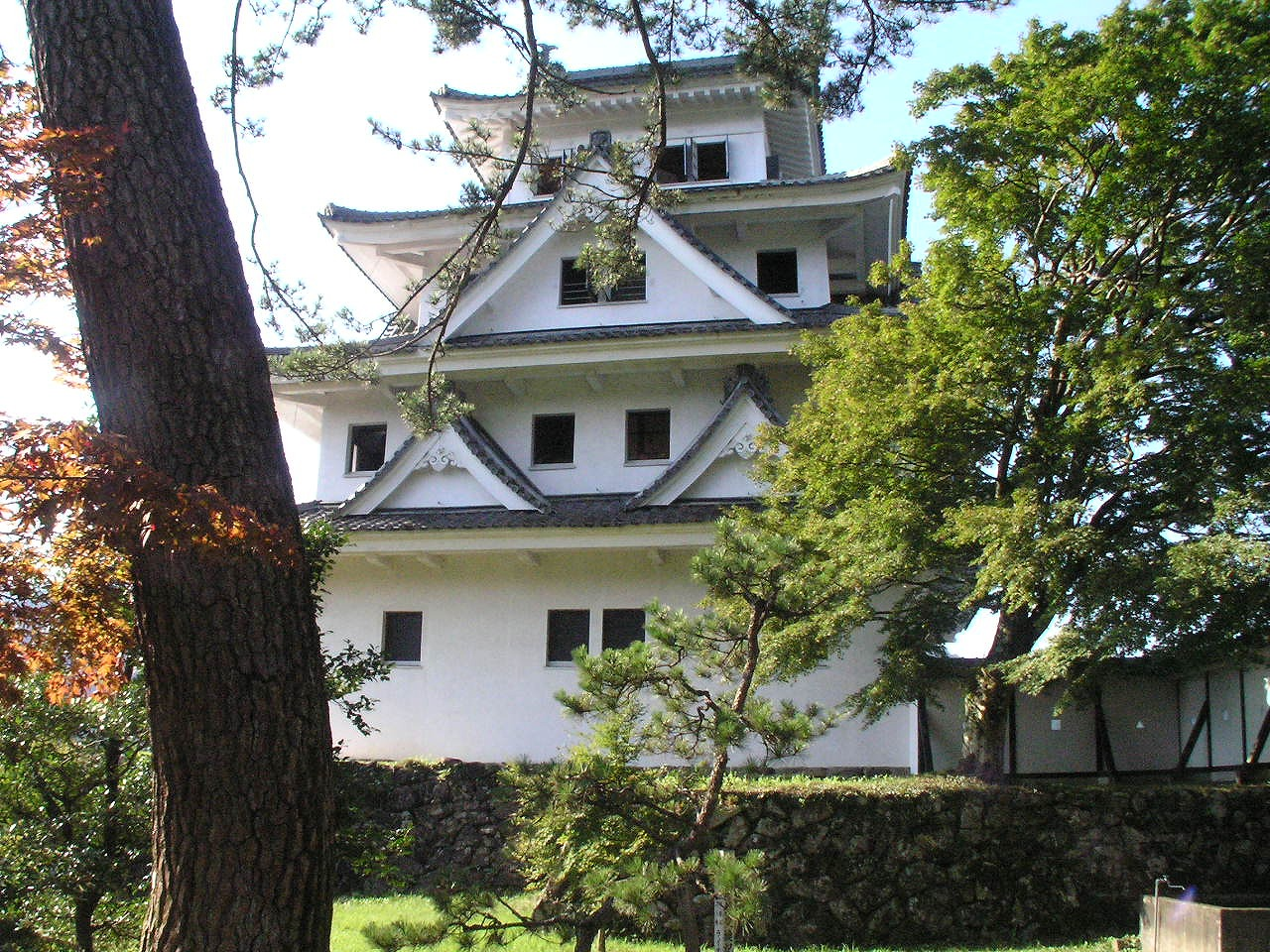
裏側から見る郡上八幡城
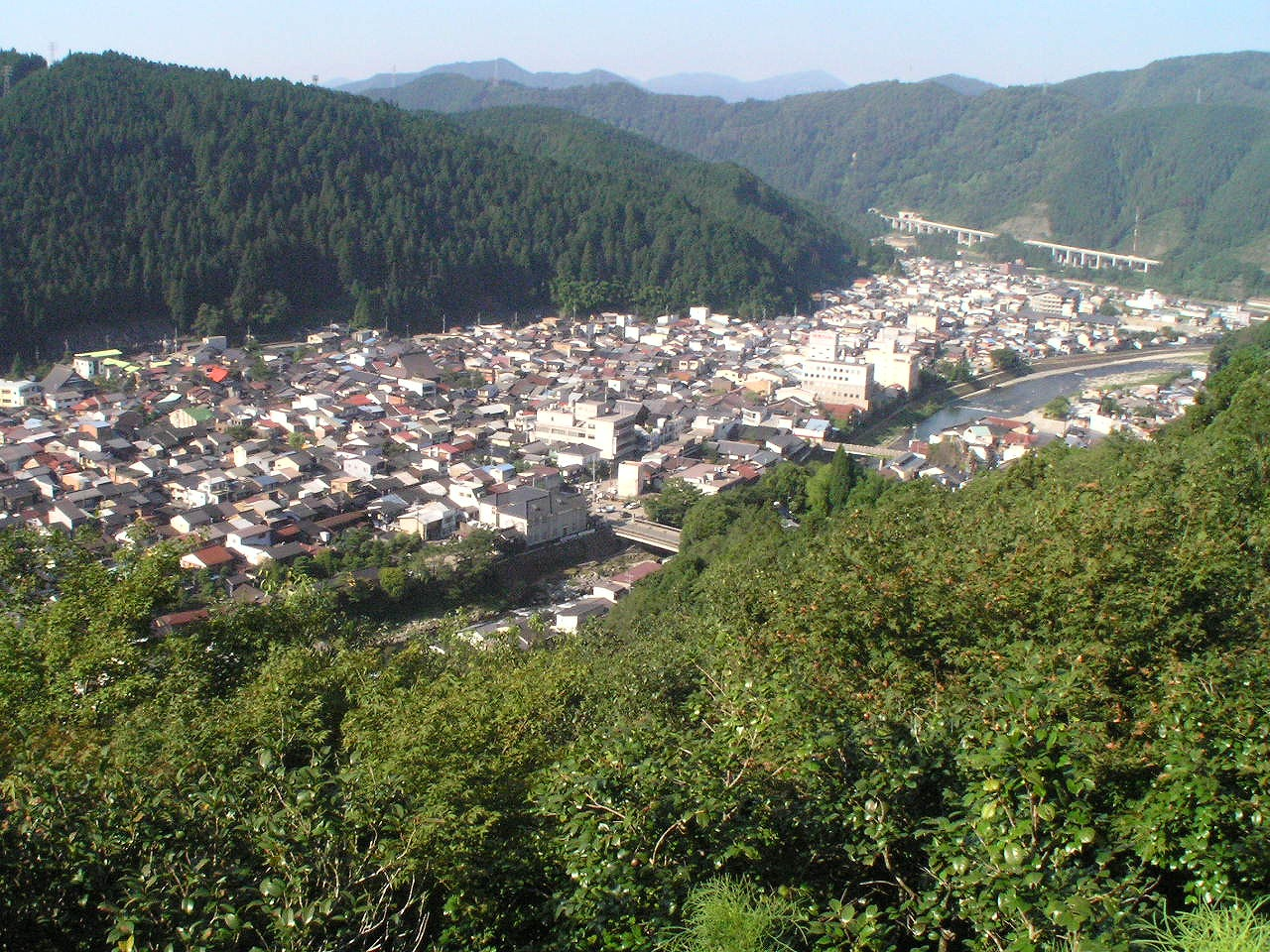
郡上八幡城から見おろすと町は魚の形をしている
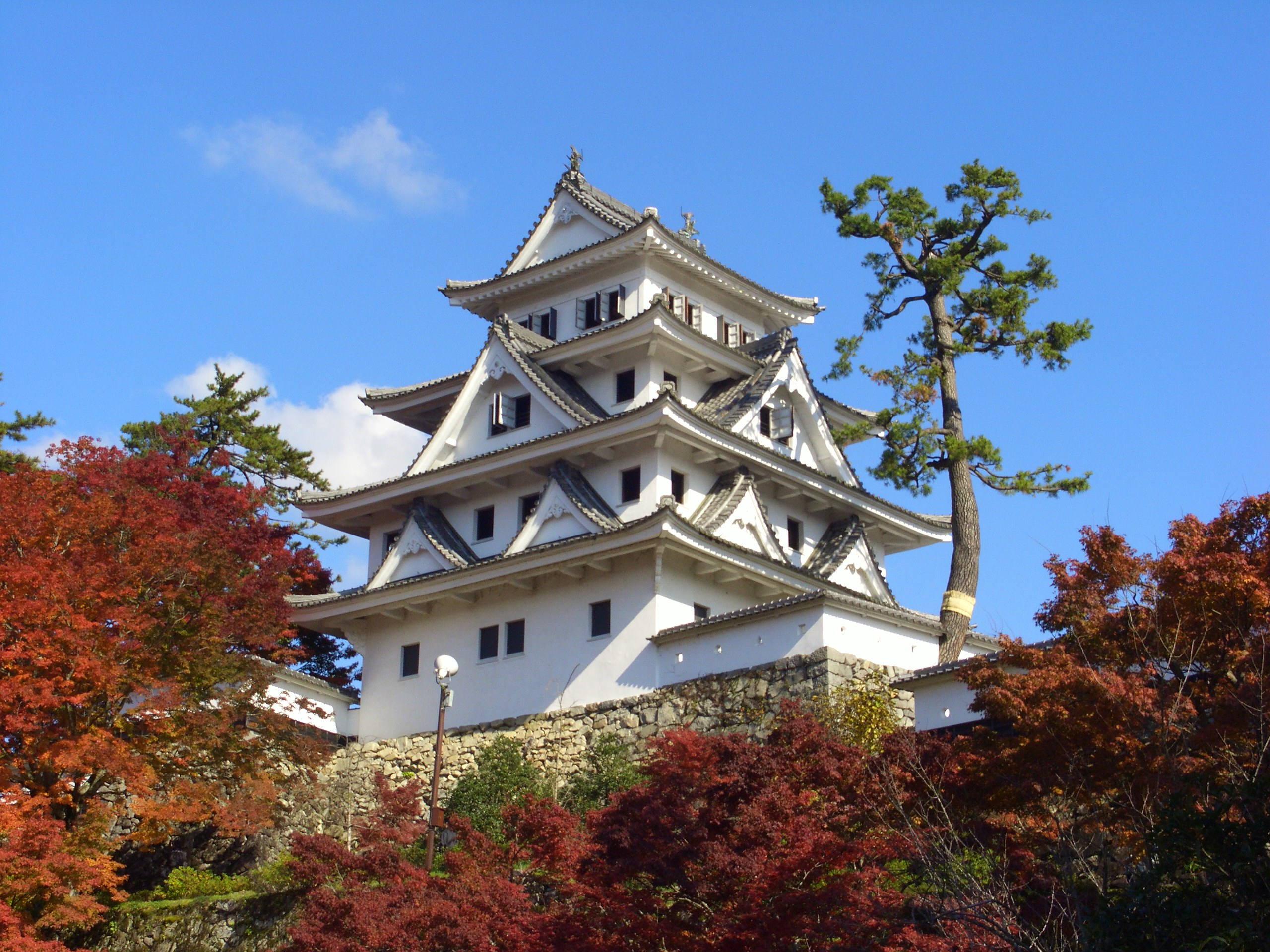
秋の紅葉と郡上八幡城（石垣の一本松を伐採する前）
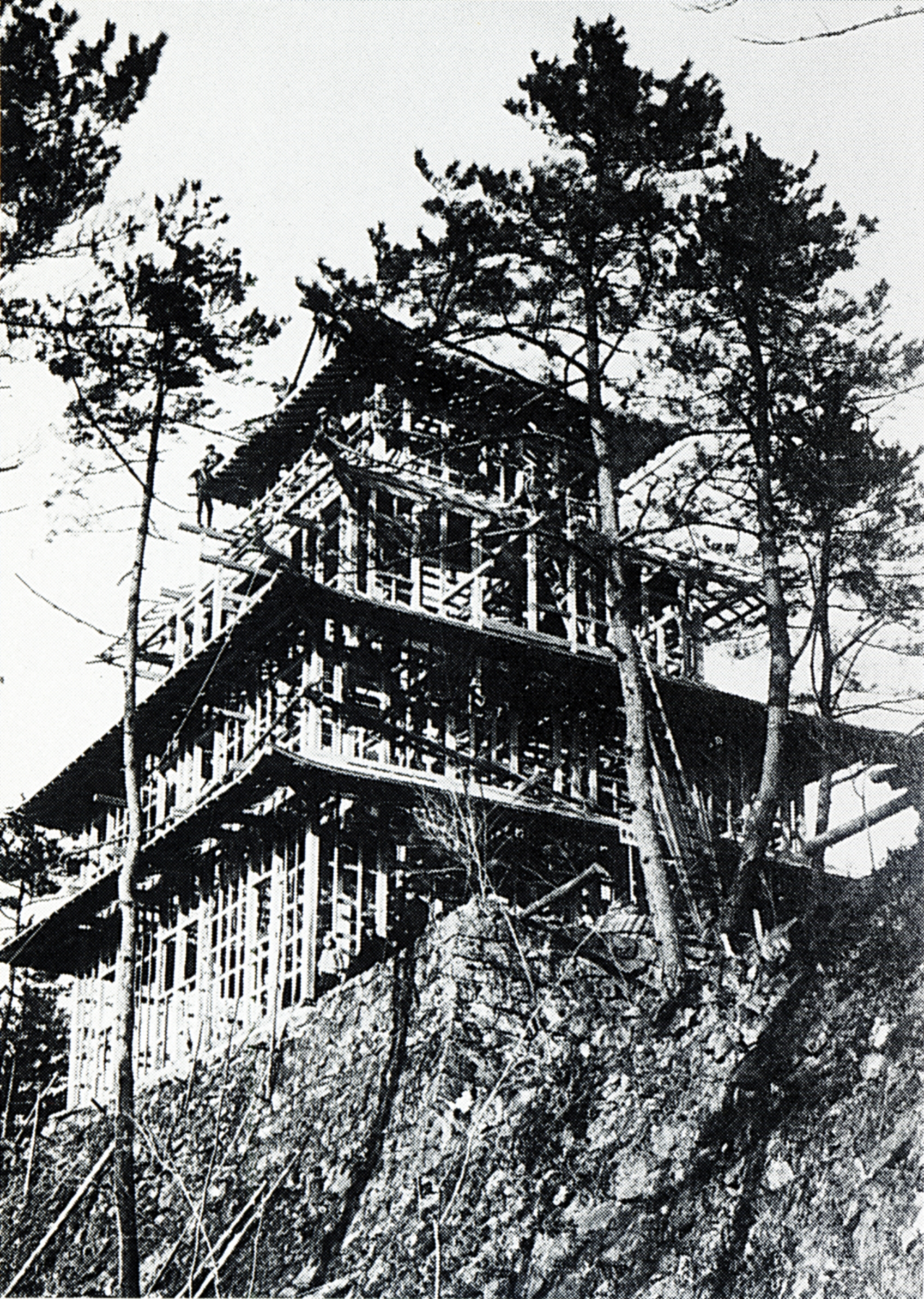
1933年（昭和8年）再建中の郡上八幡城